# Freedun
Singles par M.I.A.
Bird song
(2016) P.O.W.A
(2017)
Singles par Zayn Malik
Cruel
(2016) I Don't Wanna Live Forever
(2016)
Freedun est une chanson de la chanteuse britannique M.I.A., en duo avec le chanteur britannique Zayn Malik, sortie le 2 septembre 2016, issue de son cinquième album, AIM. La chanson est produite par Polow da Don. En outre, Levi Lennox, qui a produit Borders a également produit le premier single de Malik, Pillowtalk. Les paroles sont influencées par la politique et font référence aux réfugiés.

## Contexte
M.I.A. révèle qu'elle avoir été contactée par leur maison de disque commune pour écrire une chanson pour le premier album solo de Zayn, Mind of Mine. La chanson n'a cependant jamais dépassé le stade de la démo et M.I.A a alors demandé à Zayn de participer à sa propre chanson, qu'elle a écrite il y a longtemps mais qu'elle trouve « trop grand public ». Les deux artistes sont entrés en contact via WhatsApp, ont commencé à travailler sur le morceau pendant le séjour de la chanteuse en Inde et l'ont terminé au cours de la première semaine du mois d'août 2016,,.